# زواج المثليين في نونافوت
أصبح زواج المثليين قانونيا في الإقليم الكندي نونافوت منذ 20 يوليو 2005. وقد بدأ الإقليم في منح تراخيص زواج للأزواج المثليين عند إقرار قانون الزواج المدني الفيدرالي. في السابق، بدءًا من أكتوبر 2003، تم الاعتراف قانونيا بزواج المثليين الذي تم عقده في ولايات قضائية أخرى في نونافوت.

## بيان رئيس وزراء نونافوت بول أوكاليك
في 30 أكتوبر 2003، أدلى رئيس الوزراء بول أوكاليك بالبيان التالي:
«إذا أدت التطورات في البرلمان الكندي والمحكمة العليا في كندا في توسيع تعريف الزواج، سنحترم القانون ونمتثل لذلك. وفي الوقت نفسه، ستعترف حكومة نونافوت بأي شخص عقد زواجه قانونيا في أي مكان على أنه متزوج».
واقترح كذلك أن تؤدي المنطقة طلاق المثليين في حالة ظهور القضية.
نجح رئيس الوزراء أوكاليك في إصدار قانون إقليمي لحقوق الإنسان يحظر التمييز على أساس التوجه الجنسي. كذلك، تم إعادة انتخاب نانسي-كاريتاك ليندل، عن الحزب الليبرالي الكندي كعضوة البرلمان الكندي الليبرالي عن نونافوت، في انتخابات عام 2006 بعد أن دعمت زواج المثليين.
خلال الانتخابات العامة التي جرت في مارس 2004، خاض أحد منافسي رئيس وزراء نونافيت بول أوكاليك على أساس أنه سوف يلغي تشريعات حقوق الإنسان في الإقليم بشأن التوجه الجنسية، ولن يعترف بزواج المثليين، لكنه لم يفز.

## تشريعات الإقليم
في أكتوبر 2011، تم تعديل قانون الزواج لاستبدال عبارة «الزوج والزوجة» بعبارة «الزوجين». وتم تعديل قانون التبني أيضًا عن طريق تغيير تعريف الزوج ليشمل الأزواج المثليين، وبالتالي السماح لهم بتبني الأطفال بشكل مشترك.

## إحصاءات الزواج
من يوليو 2005 إلى أكتوبر 2006، لم يتزوج سوى زوج واحد مثلي في نونافوت، وهو الأقل بين جميع المقاطعات والأقاليم الكندية.
وفقًا لإحصاءات كندا، كان هناك 25 من الأزواج المثليين يعيشون في نونافوت في عام 2016، على الرغم من أنه من غير المعروف كم من هؤلاء كانوا متزوجين، في زواج بالقانون العام أو في مساكنة مشتركة.
تم إجراء أول حالة لزواج المثليين بين رجل من شعب إينوك في يونيو 2017. كان هناك بالفعل زواج واحد يشمل زوجتين مثليتين من شعب إينوك. تم إجراء أول حالة زواج المثليين في خليج كامبردج في أغسطس 2018.